# Ready at Dawn Studios
Ready at Dawn Studios är en amerikansk datorspelsutvecklare som mestadels består av före detta Naughty Dog och Blizzard Entertainment-anställda. Företaget är beläget i Irvine, Kalifornien och fokuserade tidigare mest på PSP-spelutveckling, men har även gjort en Wii-version av Ōkami och ett God of War till Playstation 3. Företagets hittills största projekt är Playstation 4-exklusiva The Order: 1886 som förväntas släppas tidigt under 2015.

## Speltitlar
| Speltitel                      | År   | Format               |
| ------------------------------ | ---- | -------------------- |
| Daxter                         | 2006 | Playstation Portable |
| God of War: Chains of Olympus  | 2008 | Playstation Portable |
| Ōkami                          | 2008 | Nintendo Wii         |
| God of War: Ghost of Sparta    | 2010 | Playstation Portable |
| God of War: Origins Collection | 2011 | Playstation 3        |
| The Order: 1886                | 2015 | Playstation 4        |